# Сликање на свили
Сликање на свили је акрилна техника где се помоћу водених боја (пигмент помешан са акрилатом ) осликава свилена подлога. Боје су растворљиве у води и брзо се суше. Осликавање свиле почето је пет стотина година пре нове ере. Колевка ове уметничке технике је Кина, где је овај вид сликања називан по земљи порекла – кинеско сликарство или домаће сликарство. Главни мотиви у Кини су били пејзажи, а од квалитета свиле за сликање је зависио и квалитет цртежа. Овај занат се проширио по свету, а данас се сматра веома популарним и атрактивним видом уметности.
Заинтересованост за осликавање свиле све више расте, чему доприноси и развој друштвених мрежа и уметници који на њима каче своје радове. Овај вид уметности има све више присталица и у Србији.

## Сликање на свили – технике и шаблони
Осликавање свиле захтева брзину и спретност, јер се боја на њој јако брзо суши. Свилу не можете у потпуности контролисати, а ако реагујете прекасно не можете јој ништа, тако да су вежба и стрпљење овде од пресудног значаја. Уколико се одлучите за сликање на свили технике које ћете притом користити су од великог значаја. Има их више, а неке од њих су:
- Акварел техника
- Батик техника
- Употреба гуте
- Употреба шаблона

- Декупаж на свили

Акварел техника - Акварел техника представља осликавање свиле методом разливања боја. Ово је напреднија техника, јер је боје које разливате немогуће контролисати, па ће вам бити потребно одређено време да је савладате. Уколико се одлучите за ову технику једно је сигурно – сваки рад ће бити оригиналан јер је немогуће добити два истоветна мотива овом техником.
Батик техника - Једна најстаријих од техника за осликавање свиле јесте Батик техника. Она своје корене вуче из древне Индонезије, и захтева одређено време и стрпљење у раду. Овде вам је поред боја за осликавање свиле потребан и восак, а најбољи избор је комбинација пчелињег и парафинског воска.
Уколико восак само капље значи да није довољно топао и спреман за коришћење, можете га наносити тек када непрекидно цури кроз тјантинг. Након наношења воска на свилу наносе се боје, а за ову технику је специфично да се почиње од светлијих боја и иде ка тамнијим. Када се боја осуши, восак можете скинути само новинама.
Употреба гуте - Уз помоћ гуте на једноставан начин можете да направите контуре на свили. Можете креирати било које елементе по својој жељи тако што ћете цртати слободном руком, а такође можете искористити цртеж на папиру који ћете поставити испод свиле и цртати контуром.
Шаблони - Уколико сте љубитељи правнилних облика, одличан избор за вас су шаблони за сликање на свили. Пластични шаблони различитих геометријских и флоралних облика, или неких трећих, потпуно другачијих, ће вам помоћи да уз мање труда осликате жељени предмет, а резултат ће бити пођеднако леп.
Материјал - Уколико сте одлучили да се упустите у овај вид уметности, када су у питању материјал и свила за сликање где купити све то је прво питање које се намеће. Материјал за осликавање свиле је у почетку било тешко набавити, а данас је прилично доступан у многим продавницама које се баве набавком материјала за овакве видове хобија. Ево шта вам је све потребно од опреме:
Свила за сликање - Када је у питању свила за сликање цена исте зависи од врсте свиле коју ћете изабрати за свој рад. У зависности од начина ткања се разликује више врста свиле, као што су сатен, муслин, шантунг, понге, и друге.
Понге је најчешћи избор за осликавање свиле зато што је најјефтинија, а и због тога што се на њој најбоље разлива боја. Реч је о лаганој свили глатке површине, која се израђује у неколико дебиљина, односно тежина.
Боје за сликање на свили- У ове сврхе се користе специјалне боје на воденој бази. У зависности од начина на који се фиксирају, можемо разликовати две врсте боје за сликање на свили.
Боје које се фиксирају у посебном апарату - Боје које се фиксирају пеглом. Уколико се сликањем свиле бавите у кућним условима, вероватно ћете изабрати другу категорију боја. Као што смо напоменули, боја се на свили веома брзо разлива, у чему и јесте посебна чар ове методе. За осликавање свиле користе се и восак, парафин или гута, односно помоћна средства која се наносе на свилу и контролишу кретање боје.
Рам - Како бисте постигли добре резултате приликом осликавања свиле, од велике је важности да она приликом осликавања буде чврсто затегнута. Ово се постиже уз помоћ рама и кукица на које се свила поставља и затеже, тако да притом не додирује било коју површину.

### За осликавање свиле потребне су још неке ситнице:
- Четкице - различите дебљине, за осликавање детаља, великих и мањих површина

- Со и алкохол – за постизање занимљивих ефеката
- Магични фломастер -неће остати трајно на свили али ће послужити за исцртавање мотива и лакше преношење дизајна на свилу
- Посуде за мешање боје
- Пегла за фиксирање свиле

- Маказе, лењир

### Шта се све може осликавати?
Мараме су најчешћи предмети који се осликавају, али се осликавају и завесе, кравате, одевни предмети...
Потражња за слике на свили је у порасту.